# Université d'East Anglia
Pour les articles homonymes, voir UEA.
L'université d'East Anglia (en anglais : university of East Anglia ou UEA) est une université publique de recherche située à Norwich, en Angleterre. Créée en 1963, elle est membre fondateur du groupe de 1994 (en), qui réunit les universités de recherche avancée.
L'université d'East Anglia a été classée au 20e rang par le Good University Guide 2008 du Times pour le Royaume-Uni et au 57e rang pour l'Europe (et parmi les 200 premières dans le monde) par l'Academic Ranking of World Universities publié en 2007 par la Shanghai Jiao Tong University. Elle s'est hissée en 2013 à la première place des universités du Royaume-Uni en ce qui concerne la satisfaction de ses étudiants (d'après le Times Higher Education Student Experience Survey de 2013).

## Personnalités liées à l'université

### Professeurs
- Richard Holmes
- Philip Douglas Jones
- W. G. Sebald
- Rose Tremain
- Solly Zuckerman
- Ken Hyland

### Étudiants
- Ayòbámi Adébáyò
- Valerie Amos
- David Almond
- Paul Atterbury
- Trezza Azzopardi
- Wayne Barnes
- Timothy Bentinck
- Aimé Boji
- John Boyne
- Douglas Carswell
- Gurinder Chadha
- Tracy Chevalier
- Mathias Cormann
- Jack Davenport
- Benjamin W.L. Derhy Kurtz
- Saul Dibb
- Françoise Dupuis
- Anne Enright
- Caroline Flint
- James Frain
- Sir Robert Fulton
- Dame Sarah Gilbert
- Sir Carlyle Glean
- Mohammed Hanif
- Charlie Higson
- Sir Michael Houghton
- Sir Kazuo Ishiguro
- Donald Kaberuka
- Tim Lenton
- Eduardo Marturet
- Rachael Maskell
- Ian McEwan
- Andrew Miller
- Matt Milne
- Sir Paul Nurse
- Teima Onorio
- Jonathan Powell
- John Rhys-Davies
- Andy Ripley
- Tatiana de Rosnay
- Célia Sapart
- W. G. Sebald
- Össur Skarphéðinsson
- Matt Smith
- Karin Smyth
- Paul Stewart
- Lord Strathclyde
- Eriko Takano
- Emma Taylor-Isherwood
- Oumou Touré Traoré
- Rose Tremain
- Tupou VI
- Binyavanga Wainaina
- Paul Whitehouse

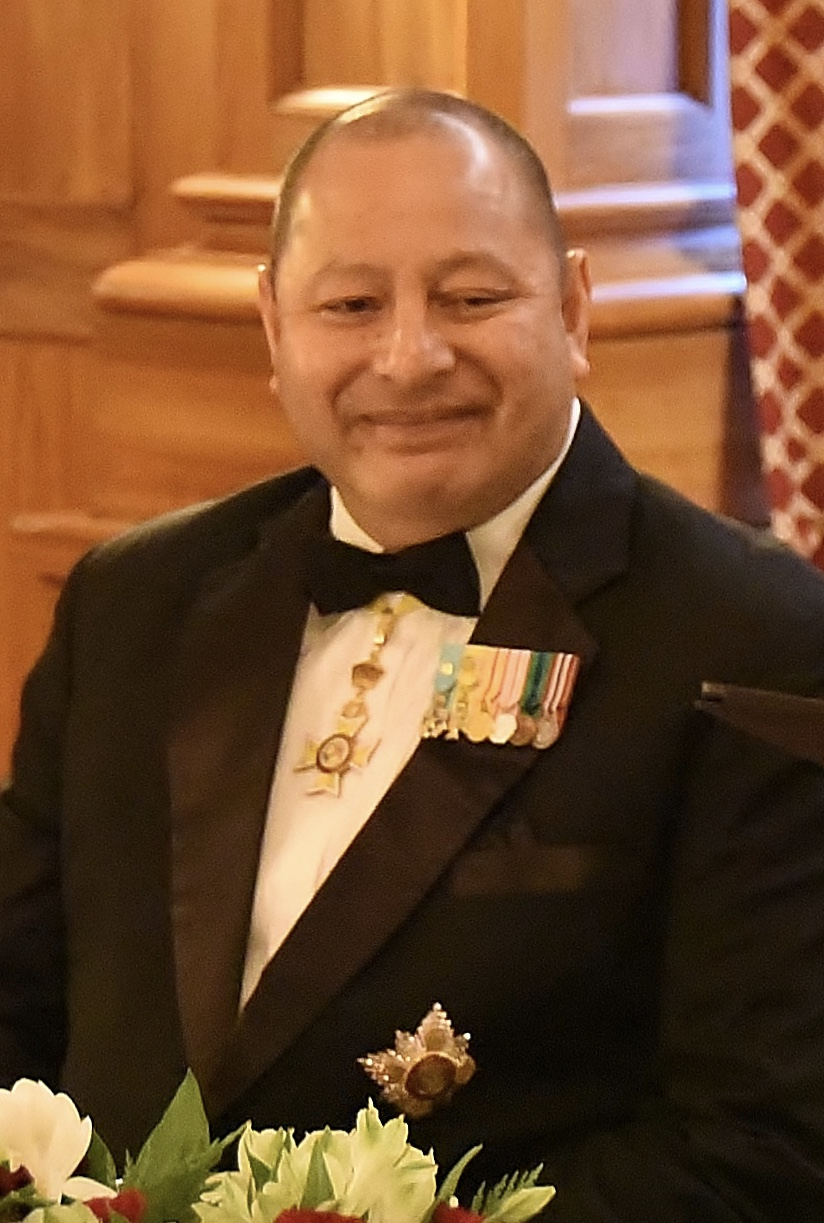
Roi des Tonga Tupou VI.
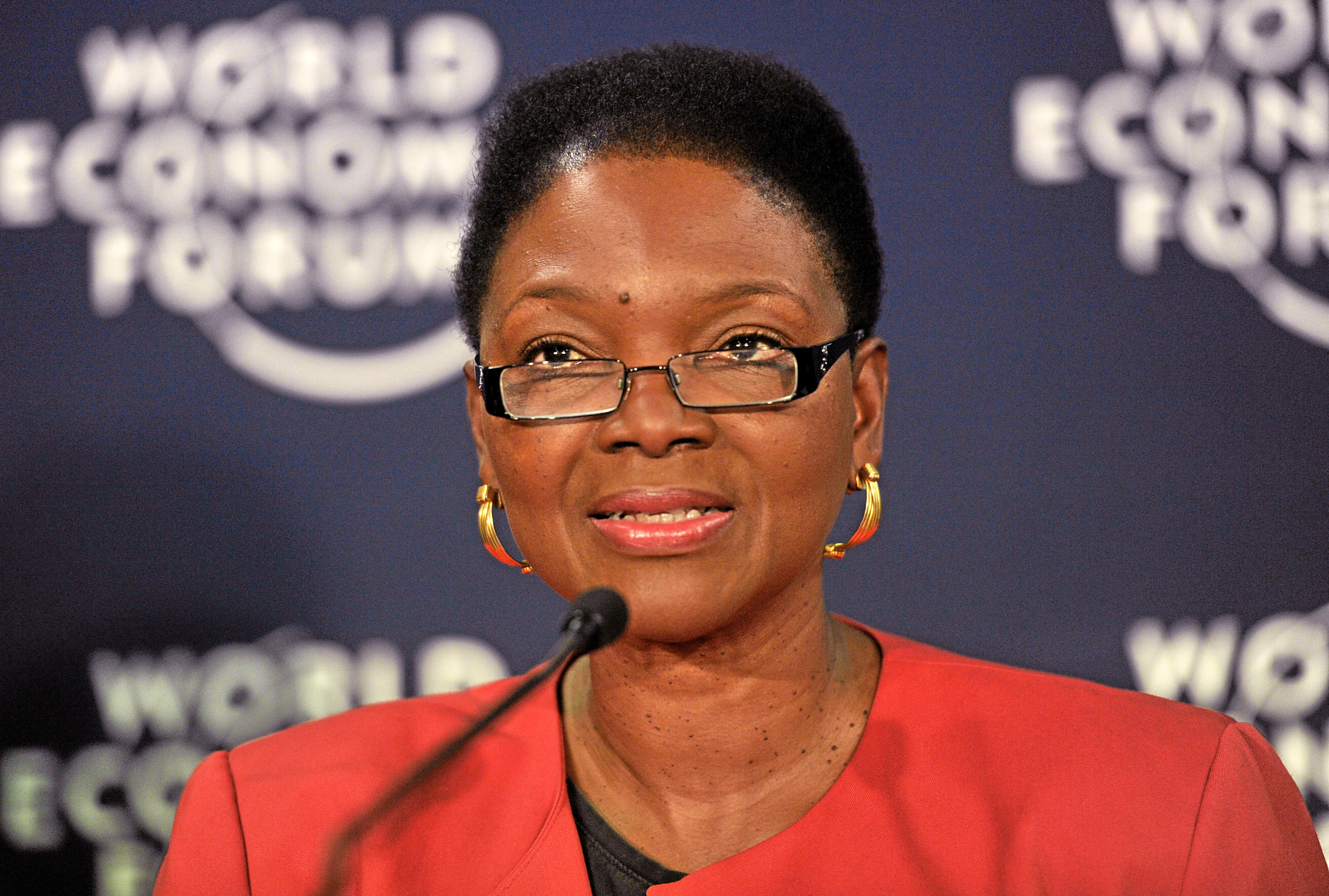
Baroness Amos.
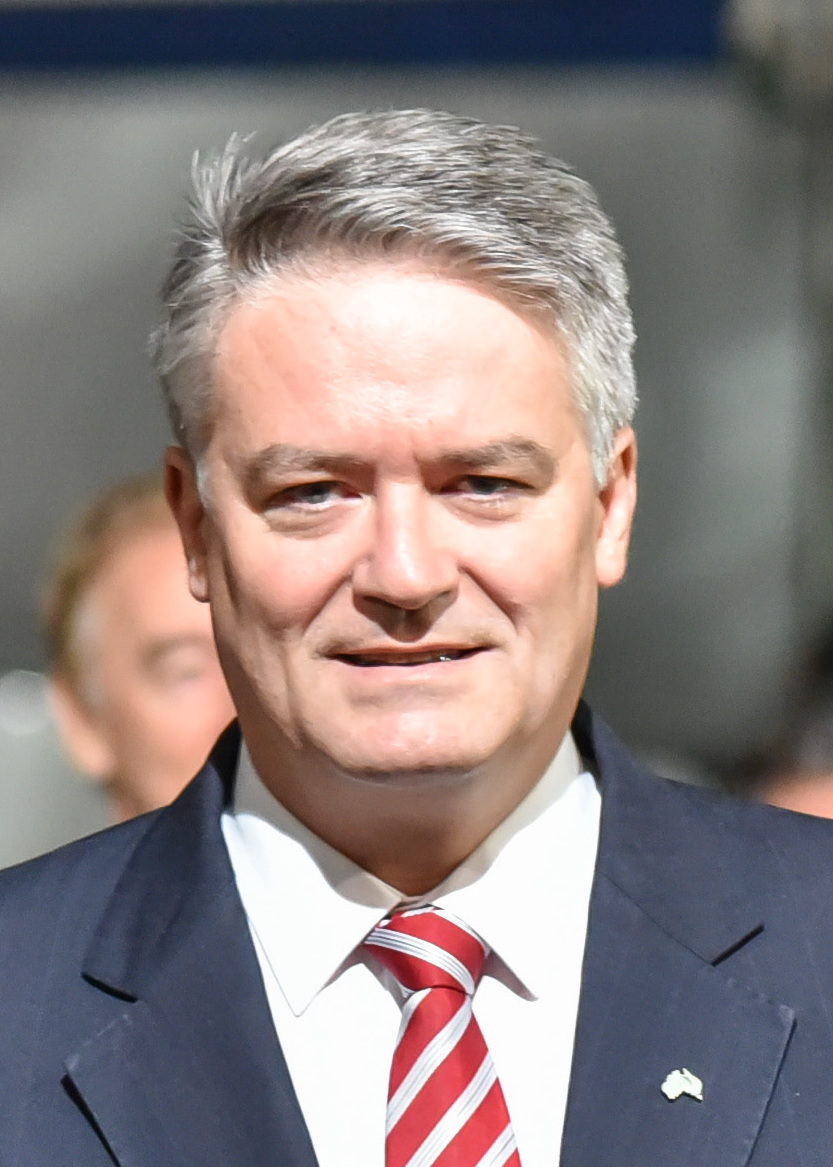
Mathias Cormann.
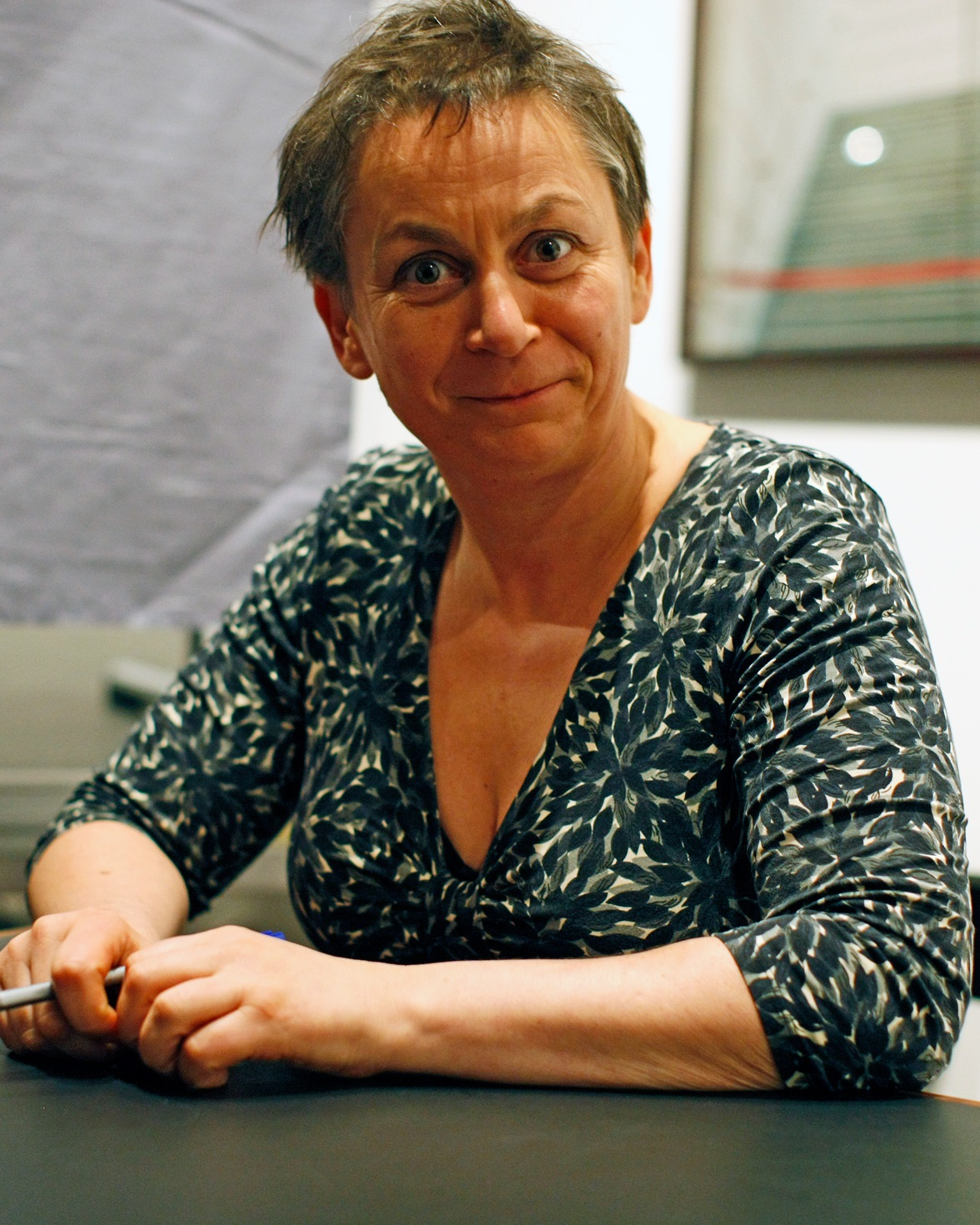
Anne Enright.
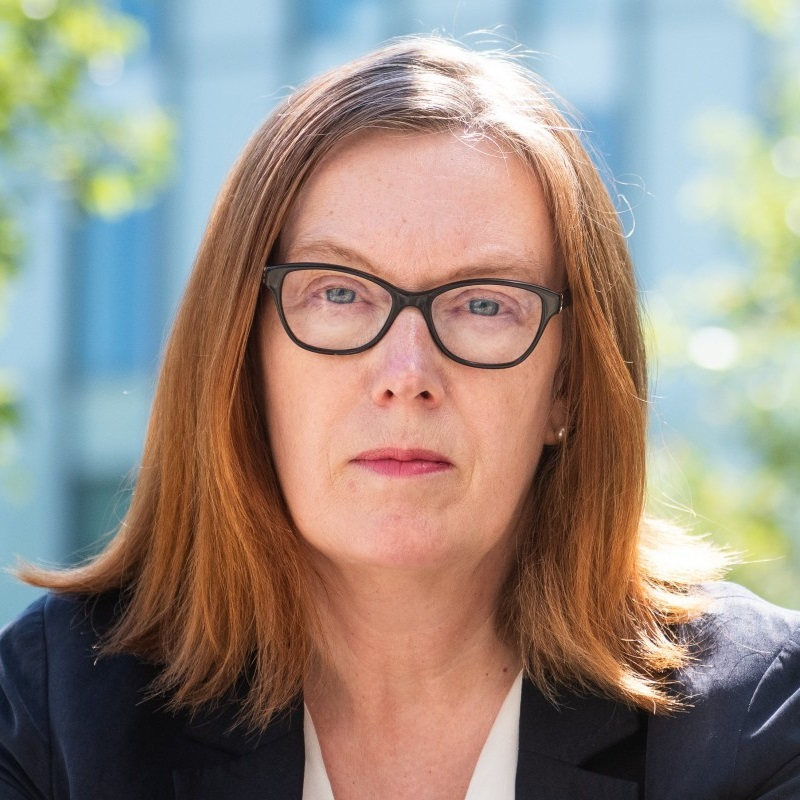
Dame Sarah Gilbert.
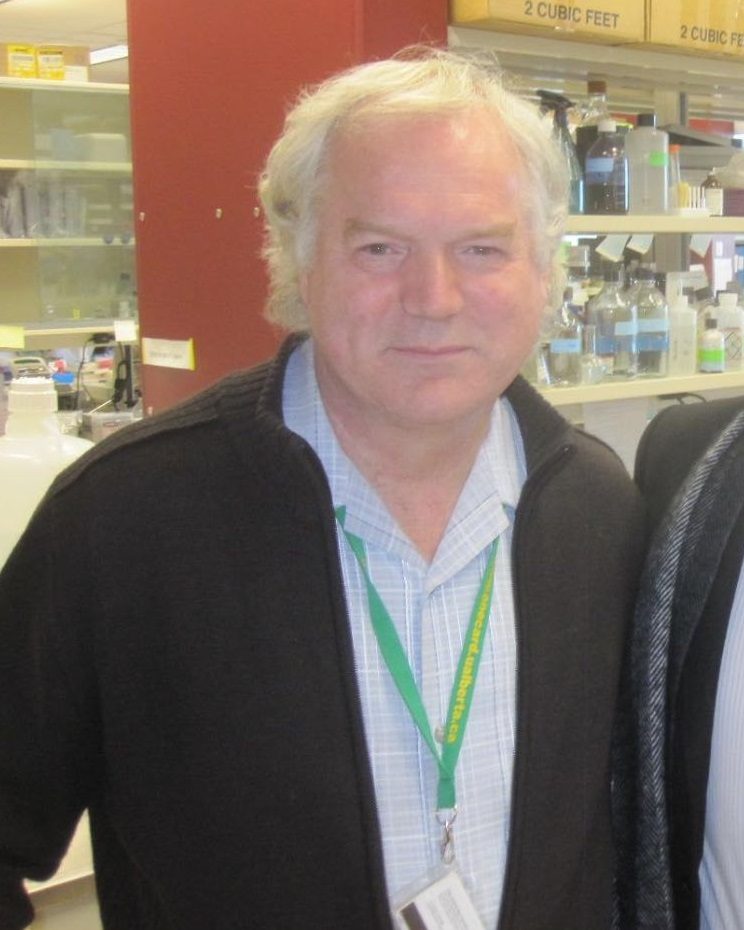
Sir Michael Houghton.
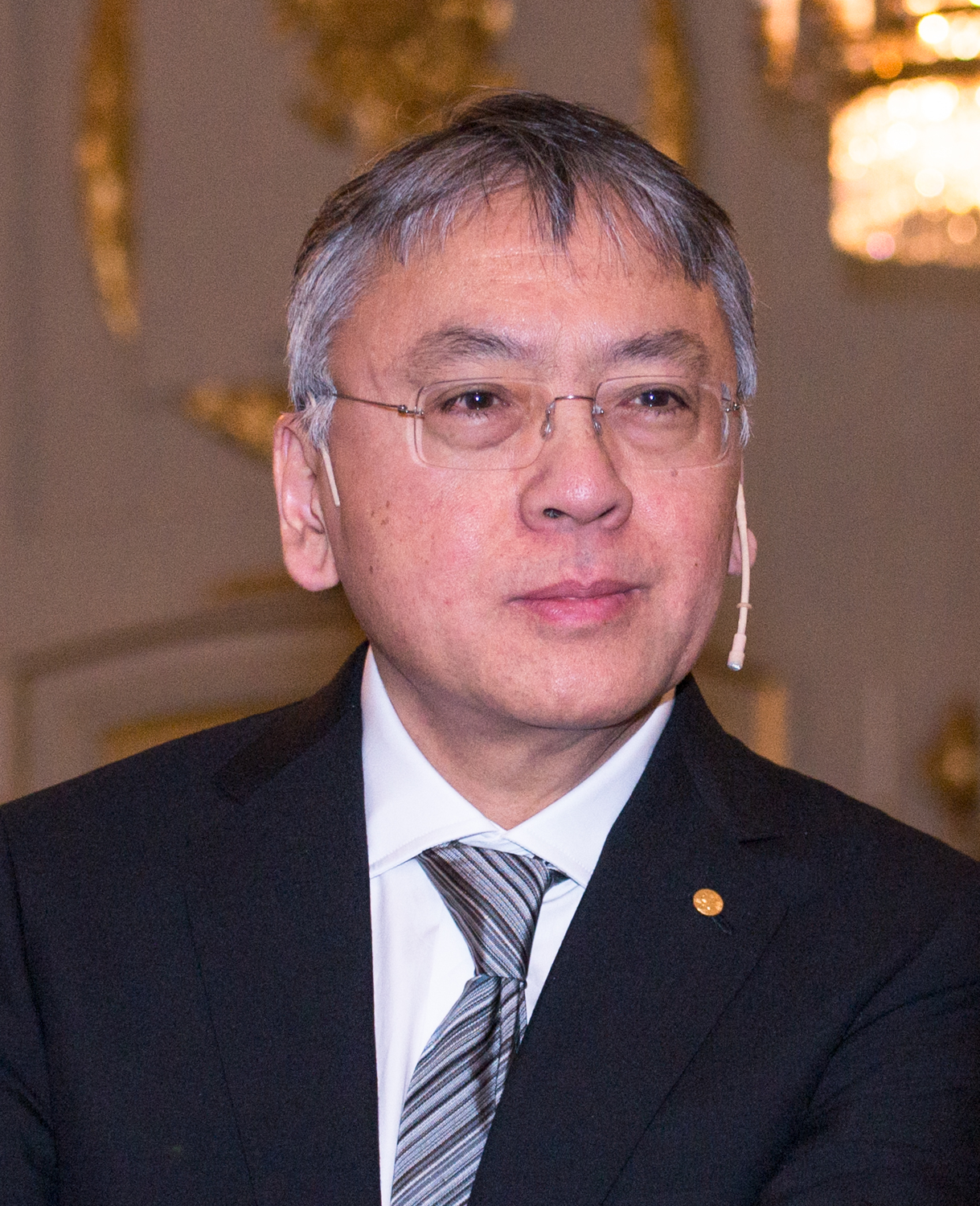
Sir Kazuo Ishiguro.
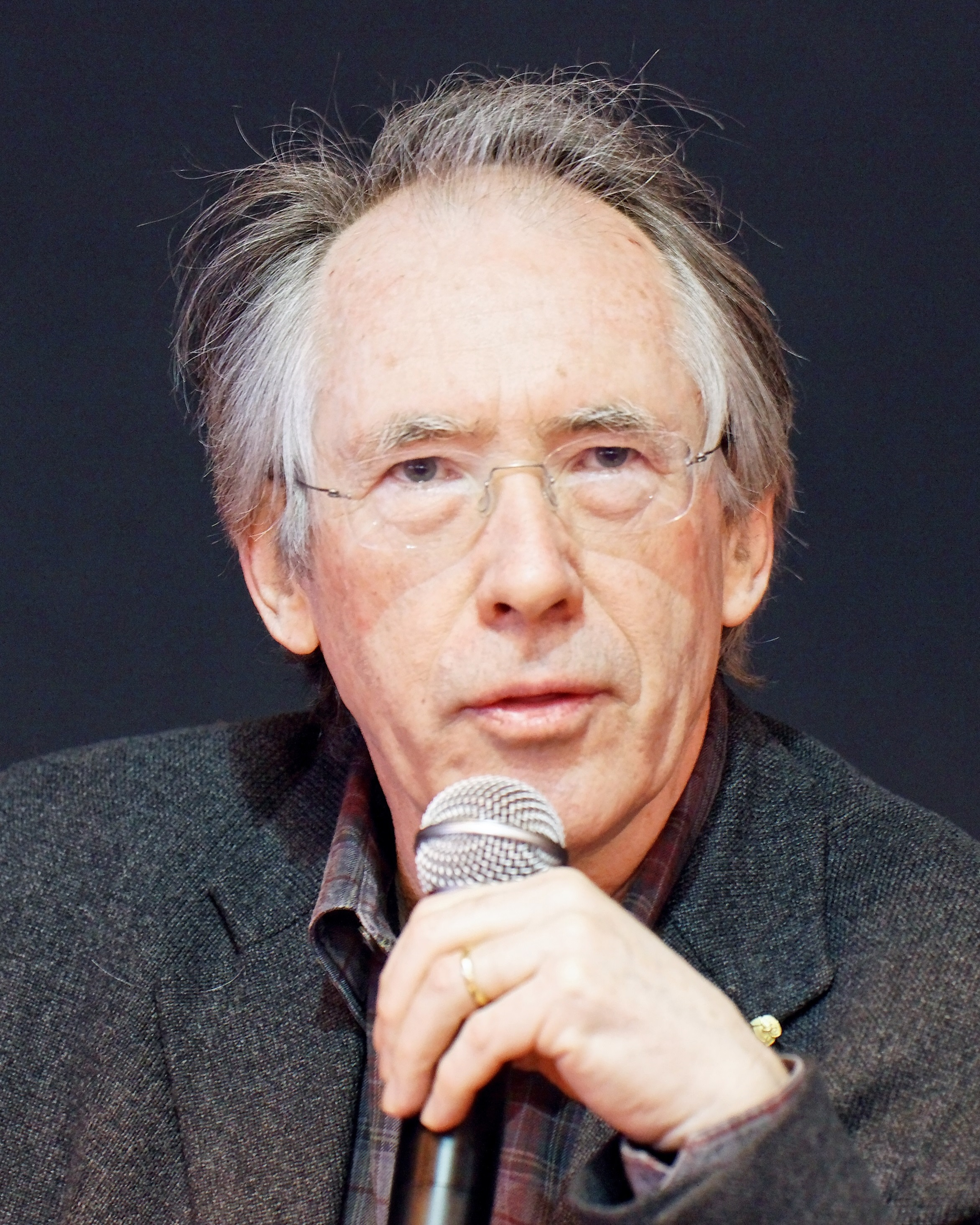
Ian McEwan.
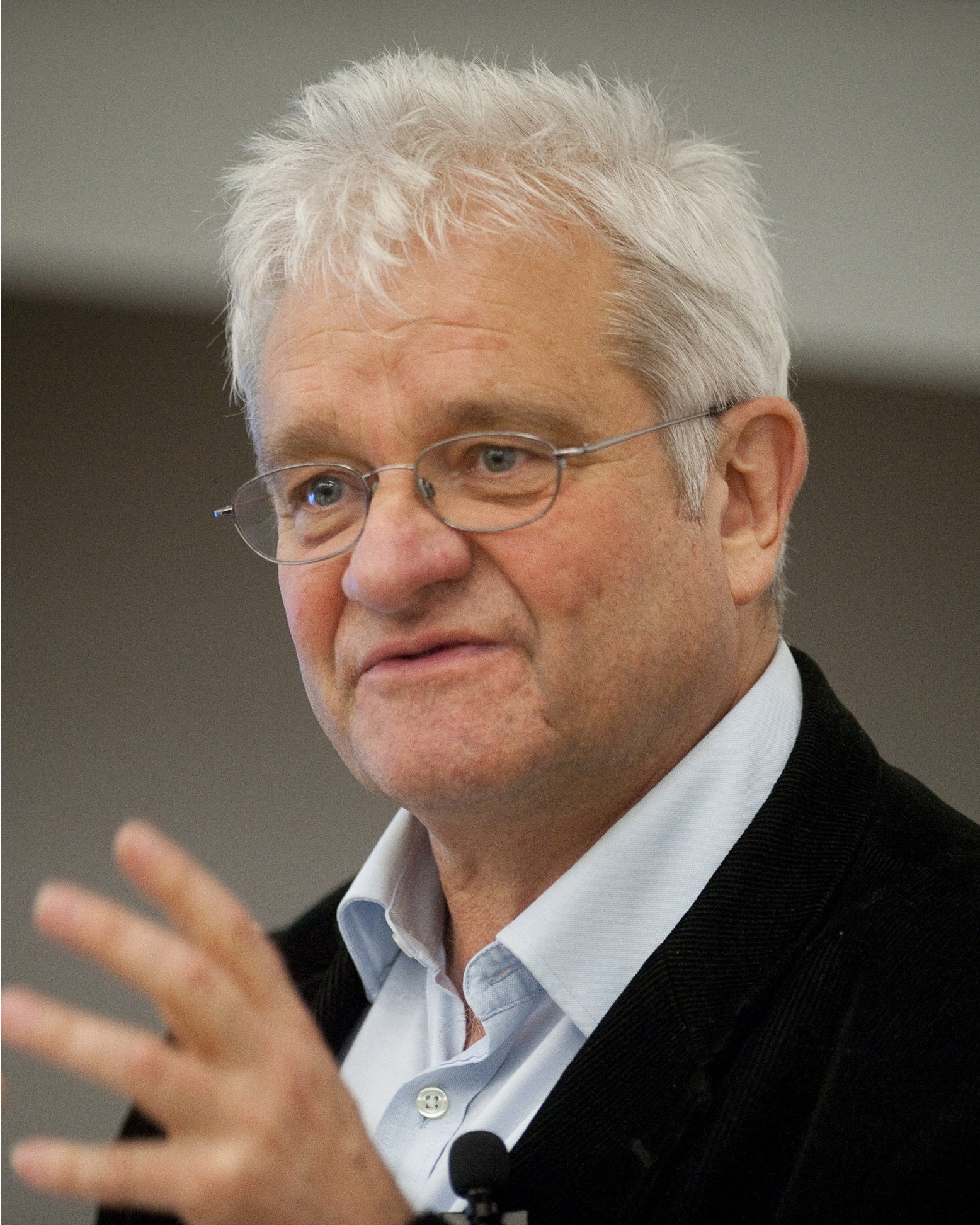
Sir Paul Nurse.
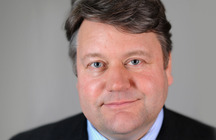
Lord Strathclyde.

## Source
- (en) Cet article est partiellement ou en totalité issu de l’article de Wikipédia en anglais intitulé « University of East Anglia » (voir la liste des auteurs).